# 에이와촌 (아이치현)
에이와촌(永和村)은 아이치현 아마군에 설치되었던 촌이다. 1956년 분할되어 4개 시정촌으로 나뉘어 편입되었다.